# Ольга Павловна
Ольга Павловна (11 [22] июля 1792, Царское Село — 15 [26] января 1795, Санкт-Петербург) — дочь императора Павла I и его супруги Марии Фёдоровны.

## Биография
Ольга Павловна родилась 11 (22) июля 1792 года в Екатерининском дворце, Царское Село, и была седьмым ребёнком и пятой дочерью в семье наследника престола великого князя Павла Петровича и великой княгини Марии Фёдоровны.
Мария Фёдоровна начала «мучиться родами» в 2 часа пополуночи 9 июля и только через двое суток, на исходе 2 часа пополуночи 11 июля, разрешилась от бремени. Всё это время Её величество Екатерина II «безотлучно там быть изволила, и не спав две ночи, много беспокоилась».
В этот день в Камер-фурьерском журнале была сделана запись

Июля 11 числа, в воскресенье. Этого дня пополуночи во 2м часу Её императорское величество будучи извещены через присланного из комнат их императорских высочеств, что Её императорское высочество государыня великая княгиня изволит находиться при настоящем времени к разрешению от бремени, посему Её императорское величество тогда же шествовать изволили в покои их императорских высочеств государя цесаревича и государыни великой княгини, которым пополуночи в половине 2го часа всевышний бог даровал дочь, а Её императорскому величеству внучку, и наречено оной имя Ольга,

а в газете СанктПетербургскiя Вѣдомости от 20 июля 1792 г. опубликовано сообщение

Сего Iюля 11 го дня въ воскресенье по утру въ 3мъ часу Ея Императорское Высочество, Государыня Великая Княгиня МАРIЯ ѲЕОДОРОВНА въ Царскомъ Селе благополучно разрѣшилась отъ бремени рожденiем Великой Княжны, которой наречено имя ОЛЬГА.

Крещена была 18 июля 1792 года в 12м часу утра в Придворной церкви Екатерининского дворца. К купели новорождённую несла статс-дама Екатерина Романовна Дашкова в сопровождении обер-шенка Александра Александровича Нарышкина и генерал-аншефа Валентина Платоновича Мусина-Пушкина, которые поддерживали подушку и покрывало. Крёстной была сама императрица, которая наложила на великую княжну орден Святой Екатерины. По окончании литургии производилась пушечная пальба и колокольный звон.
Во 2м часу дня в Большом зале начался праздничный обед на 154 куверта. Во время обеда играла камерная, инструментальная и вокальная музыка с хором певчих; при питии за здравие высоконовокрещённой благоверной великой княжны Ольги Павловны выпалено из 31 пушки.
Рождение очередной внучки не обрадовало бабушку, императрицу Екатерину II, которая на поздравление А. В. Храповицкого заметила: «Много девок, всех замуж не выдадут, состарятся в девках».

Императрица писала:
Великая княгиня угостила нас (nous a regalé) пятой дочерью, у которой плечи почти также широки, как у меня. Так как великая княгиня мучилась родами два дня и две ночи и родила 11 июля, в день праздника св. Ольги, которая была крещена в Константинополе в 956 году, то я сказала: «Ну, пусть будет у нас одним праздником меньше, пусть ея рождение и имянины придутся на один день, и таким образом явилась Ольга».
Это было первым использованием имени «Ольга» в императорском именослове, однако позже Романовы стали его часто применять.

Великая княжна Ольга Павловна умерла вечером 15 (26) января 1795 года в Зимнем дворце. Из письма императрицы Екатерины II барону Ф. М. Гримму: 
15-го скончалась великая княжна Ольга. И представьте себе от чего? Вот уже недель осьмнадцать, как у неё обнаружился такой голод, что она беспрестанно просила кушать; от того она росла непомерно для своих двух с половиной лет; в то время вышло много коренных зубов зараз, и после шестнадцати недель страданий и медленной изнурительной лихорадки наступила смерть…
 Из 10 детей Павла Петровича и Марии Фёдоровны только Ольга умерла в детстве.
Памяти Ольги Павловны Державин посвятил оду «На кончину великой княжны Ольги Павловны» (он автор также менее известной оды на её рождение). К её строкам: Лик полутонный, // Тихое пенье, // Мрачность одежд, // Вздохи и стоны, // Слезно теченье, // В дыме блеск свеч, // Норда царицы // Бледность, безмолвье, — // Страшный позор! — Державин впоследствии сделал комментарий в «Объяснениях Державина к своим стихам…»: «Императрица сама была на погребении, одетая в белом платье, имея седые растрепанные волосы, бледна и безмолвна, что составляло страшный позор [то есть зрелище]». 

Захоронена в Благовещенской церкви Александро-Невской лавры 20 (31) января 1795 г.

## Награды
- 18 июля 1792 — Орден Святой Екатерины I степени[9]